# Јанис Плутархос
Јанис Плутархос (грч. Γιάννης Πλούταρχος; 18. децембар 1970) је грчки поп-фолк певач и композитор. Важи за једног од најпопуларнијих и највећих грчких певачких звезда данашњице. Иза себе има успешну каријеру и више студијских албума.

## Одрастање и почеци каријере
Рођен је као Јанис Какосеос (грч. Γιάννης Κακοσαίος)
18. децембра 1970. године у малом селу Маврогија у централној Грчкој у близини града Ливадија. Одрастао је у сиромашној породици па је од детињства био приморан да ради. Већ са шест година почео је да пева док је, заједно са породицом, обављао свакодневне послове. Биле су то византијске, али и традиционалне димотико песме (δημοτικό τραγούδι). Са шеснаест година одлучује да се пресели у Атину да би остварио свој дечачки сан да постан славан певач. Породици је рекао да жели да се школује за фризера. По доласку у Атину дане је проводио радећи у фризерском салону, а ноћу певајући по клубовима. Његов први јавни наступ био је у клубу „Коридалос“. Разочаран дешавањима на естради два пута је напуштао професију. Ипак, велика љубав према музици вратила га је на стазу успеха. Почели су његови наступи у великим атинским клубовима у којима је, раме уз раме, наступао са великим именима попут Јаниса Пулопулоса, Рите Сакелариу, Стелиоса Рокоса и Јоргоса Мазонакиса. У то време ступа у контакт са својим првим продуцентом Јоргосом Макракисом који му помаже у осмишљавању сценског имена. Управо тада, млади Јанис Какосеос, постаје Јанис Плутархос.

## Каријера и приватни живот
Дебитански албум Mono esy (Μόνο εσύ) - Само ти изнедрио је неколицину хитова. Једна таква песма је и Enas theos (Ένας θεός) - Један бог која је веома слушана и данас. Други студијски албум Ypirhan orkoi (Υπήρχαν όρκοι) - Постојала су обећања, са којим достиже златни тираж издаје 2000. године, на овом албуму издваја се песама To kalytero paidi (Το καλύτερο παιδί) - Најбољи момак. Само годину дана након тога, уследио је албум Mikres fotografies (Μικρές φωτογραφίες) - Мале фотографије са тиражом од преко 150.000 продатих дискова. Nа албуму су се нашле и неке песме које је сам написао. Уследиле су и многобројне награде међу којима и оне за најбољег певача године, фолк певача године, албум године, фолк албум године као и најбољи видео клип. Његов четврти албум Den einai o erotas paidi tis logikis (Δεν είναι ο έρωτας παιδί της λογικής) - Није љубав дете логике достиже три пута платинумски тираж, као и наредни албум Paei ligos kairos (Πάει λίγος καιρός) - Прошло је мало времена. Његов шести албум по реду, Krymmena mystika (Κρυμμένα μυστικά) - Скривене тајне, који издаје 2006. године, већ у првој седмици од издавања бива продат у више од 40.000 примерака. Оборио је све рекорде својим наступима у познатом атинском клуби "Посејдонио“. У Солуну је одржао хуманитарни концерт за децу ометену у развоју. Одржао је и аустралијску, северноамеричку, а затим и велику турнеју по Грчкој. Девети студијски албум по реду Prosopika dedomena (Προσωπικά δεδομένα) - Лични подаци који је објављен 2010. године доживљава огроман успех и ван Грчке. На том албуму посебно се истичу песме: Thisauros (Θησαυρός) - Благо и To fonazo (Το φωνάζω) - Вичем то. Наступао је на популарном италијанском фестивалу у Санрему заједно са познатим италијанским певачем Ал Баном Каризијем, са којим је издао заједнички албум на италијанском и на грчком језику. Јанис је од 1993. године у браку са супругом Маријом и заједно имају петоро деце. Упркос великом успеху и популарности коју ужива, одликује га изразита скромност. Плутархос је изјавио да веома цени своје поштоваоце, и брине о свом понашању, јер сматра да би сваки уметник требало да буде добар узор својим фановима, пре свега млађој публици.

## Дискографија

### Албуми
- Само ти (Μόνο εσύ) - 1998
- Постојала су обећања (Υπήρχαν όρκοι) - 2000
- Мале фотографије (Μικρές φωτογραφίες) - 2001
- Није љубав дете логике (Δεν είναι ο έρωτας παιδί της λογικής) - 2002
- Прошло је мало времена (Πάει λίγος καιρός) - 2003
- У теби сам пронашао све (Όλα σε σένα τα βρήκα) - 2005
- Скривене тајне (Κρυμμένα μυστικά) - 2006
- Тренуци (Στιγμές) - компилација Best of са 6 нових песама - 2007
- Шта год се рађа у души (Ο,τι γεννιέται στην ψυχή) - 2008
- Лични подаци (Προσωπικά δεδομένα) - 2010
- Два гласа, једна душа (Δύο φωνές, μία ψυχή) - са Ал Баном Каризијем - 2011
- Снага љубави (Η Δύναμη του έρωτα) - 2011
- Под истим сунцем (Κάτω απ’ τον ίδιο ήλιο) - 2013
- Твој човек (Ο Άνθρωπός Σου) - 2014

### Синглови
- Јанис Плутархос (Γιάννης Πλούταρχος) - CD Single - 1998
- Вичем то (Το φωνάζω) - 2009
- Благо (Θησαυρός) - 2009
- 24 сата (24 Ώρες) - 2011
- Желим те (Σε Θέλω) - 2011
- Ниси звала (Δεν Τηλεφώνησες) - 2011
- Да си добро (Να’σαι καλα) - 2013
- Не могу да приуштим (Δε με παιρνει) - 2013
- Осим тога све је добро (Κατά τα άλλα καλά) - 2014
- Мој је живот минско поље (Ναρκοπέδιο η ζωή μου) - 2014